# تصفيات كأس العالم 2006 – أوروبا المجموعة 6
المجموعة السادسة من تصفيات أوروبا المؤهلة إلى بطولة كأس العالم لكرة القدم 2006 في ألمانيا ضمت منتخبات النمسا، أذربيجان، إنجلترا، إيرلندا الشمالية، بولندا، وويلز .
حقق منتخب إنجلترا المركز الأول وتأهل مباشرة إلى بطولة كأس العالم بينما احتل منتخب بولندا المركز الثاني وتأهل مباشرة إلى بطولة كأس العالم بوصفه أحد أفضل منتخبين احتلا المركز الثاني بين جميع المجموعات .